# Spedizione veneziana dei Dardanelli
Le Spedizioni veneziane dei Dardanelli sono la serie di operazioni militari che si svolsero nel triennio 1654 – 1657 nell'omonimo stretto ad opera dei Veneziani nel tentativo di liberare o, perlomeno, ridurre la pressione dell'impero turco contro l'isola di Creta, assediata da ingenti forze.
Nonostante le molteplici vittorie nessuna delle spedizioni ebbe successo e, anzi, in esse perirono in tutti i tre i casi i comandanti della flotta.
Creta cadde nel 1669.

## Antefatto
La Repubblica di Venezia durante il corso del Seicento aveva iniziato a mostrare i primi segni di decadenza e dal 1630 aveva cessato di partecipare alle guerre europee, dando un'impressione di debolezza. Pur con difficoltà e incomprensioni, la pace tra Venezia e Turchia persisteva dal 1573. Nel settembre 1644 alcuni Cavalieri Ospitalieri (o pirati maltesi), senza che la Repubblica sapesse o approvasse, dopo aver saccheggiato alcune galee turche, in seguito ad una tempesta, ripararono in una delle tante insenature dell'isola di Creta, territorio veneziano.
Venezia non aveva nessuna colpa, e il territorio da controllare era talmente vasto che i pirati poterono muoversi indisturbati. I turchi però, desiderosi di prender possesso dell'isola, presero questo episodio assolutamente senza rilevanza come casus belli e nel 1645 attaccarono a sorpresa Creta. Le guarnigioni, sorprese, caddero una dietro l'altra con una sola eccezione: la fortezza di Candia.
Guidata dal futuro Doge di Venezia Francesco Morosini, la città resistette e divenne presto il centro nevralgico della resistenza veneziana: chi aveva la città aveva l'isola. I due nemici, consci di ciò, schierarono le proprie truppe e iniziarono una logorante campagna: i veneziani rimasero chiusi in città, i turchi costruirono immense trincee. L'assedio iniziò nel 1646.

## Motivi delle spedizioni
Dopo 8 anni d'assedio i turchi avevano sbarcato migliaia di uomini rendendo impossibile uno sfondamento via terrestre.
Osservando gli schieramenti i veneziani s'erano ben presto resi conto che l'unica superiorità vera su cui potevano contare era quella marittima e tentare incursioni sulle coste non avrebbe dato veri frutti, salvo vantaggi minimi e solo temporanei.
S'era pensato di trasportare truppe terrestri con le navi e farle sbarcare dietro le linee turche o, addirittura, il servizio segreto veneziano aveva preparato dei piani per avvelenare le fonti d'acqua o causare malattie alle truppe nemiche.
Ma sbarcare numerose truppe sarebbe stata operazione molto lunga e complessa e non era detto che i turchi non riuscissero a sorprendere le truppe in crisi di movimento.
Avvelenare i pozzi o causare malattie poteva essere pericoloso per gli stessi veneziani e non avrebbe dato quel vantaggio decisivo che serviva.
Presto questi ed altri piani erano stati scartati perché pretestuosi o semplicemente irrealizzabili.
L'unica certezza era che la marina veneziana era molto più evoluta di quella turca, ancora ferma ai modelli di galea del XVI secolo.
Il servizio segreto veneziano s'avvide che la maggior parte dei rifornimenti veniva direttamente dalla Turchia tramite navi e questo era un punto debole: interrompendo il flusso dall'origine si poteva sperare d'ottenere ampie concessioni da parte degli avversari.
Un bombardamento di Istanbul avrebbe costretto il sultano alla pace.
Il compito era rischioso ma ne valeva la pena non essendovi alternative.

## Prima spedizione: Luigi Leonardo Mocenigo, 1654
Al comando di 26 navi di vario tipo nel 1654 l'ammiraglio Luigi Leonardo Mocenigo, uno dei migliori uomini della marina veneziana, mosse all'attacco del nemico e si presentò davanti allo stretto invitando i turchi alla battaglia.
Forse il Mocenigo aveva un piano ben preciso ma un impetuoso sottoposto, Giuseppe Dolfin, condusse la flotta dentro lo stretto senza attendere ordini e il 13 maggio dello stesso anno, infine, dopo lunga attesa e il saccheggio delle coste turche, davanti ai veneziani si presentò una flotta avversaria composta 73 navi più altre 22 giunsero alle spalle.
La lotta, ostacolata dal vento e dalle correnti, che resero inutili le tattiche scompaginando gli schieramenti, fu terribile e le perdite enormi da ambo le parti.
Alla sera la flotta veneziana, prostrata e a mal partito, si ritirò, imitata da quella turca, anch'essa provata. Il Mocenigo, giunto solo a sera, vedendo l'accaduto, poté solo ordinare la ritirata e permettere ai turchi di rifornire Creta. Riparato nelle basi invernali, in attesa di rinforzi, lo sfortunato ammiraglio non vide mai realizzato il suo sogno di penetrare nello stretto e morì a 71 anni pochi mesi dopo. La prima spedizione s'era risolta in un fiasco ma l'idea era buona e i veneziani non volevano abbandonare così in fretta il tentativo.

## Seconda spedizione: Lazzaro Mocenigo e Lorenzo Marcello, 1655 e 1656.
Durante l'anno 1655 la flotta veneziana era stata affidata al giovanissimo Lazzaro Mocenigo, appena trentunenne ma già esperto uomo di mare.
Anche quell'anno i veneziani s'erano presentati nei pressi dei Dardanelli e avevano invitato a battaglia i turchi saccheggiandone il territorio.
Il 21 giugno 1655 infine il Mocenigo era penetrato in profondità e aveva battuto la flotta avversaria, molto più potente per uomini e mezzi, ma i gravi danni subiti avevano costretto alla ritirata e, anche in questo caso, i turchi avevano potuto rifornire l'esercito.
Venezia, ansiosa di affondare il colpo, si decise a inviare un nuovo ammiraglio, esperto e capace: Lorenzo Marcello.
Costui, preso il comando di truppe galvanizzate dalle continue vittorie, decise nuovamente di tentare d'entrare attraverso lo stretto e sistemare per sempre la questione.
Il 26 giugno 1656, poco più d'un anno dopo la straordinaria vittoria del Mocenigo, si ripeté l'ennesimo copione: vi fu una vittoria totale che portò alla resa delle isole di Lemno e Tenedo, basi importantissime, e alla distruzione d'una delle flotte di rifornimenti.
Così come le altre volte, il destino voltò le spalle a Venezia e il Marcello, colpito da una palla di cannone, morì seduta stante.
Per tutta la durata della battaglia la notizia fu taciuta ma, quando emerse, fece crollare il morale dei marinai.
Però, pur con gravi perdite, i rifornimenti nemici diminuirono e la resistenza veneziana si rianimò.
Secondo alcuni la campagna del 1655, essendosi quasi limitata alla sola battaglia narrata, deve esser considerata unita a quella del 1656; in quest'esposizione s'è ritenuto di seguire questa corrente.

## Terza spedizione: Lazzaro Mocenigo, 1657
Il comando per l'anno 1657, assegnato all'ultimo ammiraglio rimasto, il giovane Mocenigo, già reduce dal 1655, prevedeva che si passasse a bombardare Costantinopoli.
Il Mocenigo, giovane e impetuoso, anelava la battaglia.
Presso l'isola di Scio si distruggeva l'ennesima flotta nemica (le risorse turche erano tali che ve ne erano almeno tre o quattro sempre a disposizione!) e le feste erano tali che il Mocenigo era eletto procuratore per gli alti meriti.
Con quest'animo i veneziani imboccarono lo stretto.
Se tutto sin lì era andato bene una specie di “maledizione” tornò a presentarsi alla flotta: correnti avverse, uomini schierati sulle rive per impedire lo sbarco dei veneziani, venti che mutavano con rapidità incredibile.
I turchi, ormai anch'essi abituati a quelle incursioni, avevano adottato efficaci contromisure.
Il Mocenigo decise di andare con alcune galee a Imbro per rifornirsi di acqua e viveri e i turchi, che li stavano osservando, attaccarono con oltre 50 galee e l'appoggio delle batterie terrestri.
Il 16 luglio 1657, in una giornata di pioggia e vento fortissimo, iniziò la battaglia.
Nel caos che ne seguì con incredibile sorpresa le navi veneziane risultarono vincitrici e i turchi, forse intimoriti dalla presunta invincibilità della armate veneziane piuttosto che da un'effettiva azione di guerra, si diedero alla fuga.
Il Mocenigo, conscio che tutto si sarebbe giocato in poche ore, pur essendo quasi sera e avendo attorno a sé appena 10 navi, ordinò l'assalto.
Una burrasca bloccò l'azione che venne rinviata alla mattina successiva.
La mattina trascorse senza vento e, alla sera, quando finalmente s'alzò, la flotta riprese la navigazione.
Le batterie costiere tempestarono senza effetto l'avanzata delle navi e ormai Costantinopoli era quasi in vista, quando accadde l'impensabile che mutò in pochi secondi il corso dell'intera guerra.
Un colpo di cannone colpì una velatura che, cadendo, uccise il Mocenigo; pochi secondi dopo un secondo colpo centrò la polveriera della nave, facendola saltare in aria.
L'avanzata si fermò e la notte bloccò la lotta.
Il nuovo ammiraglio era Lorenzo Renier, un ultrasettantenne che non aveva mai avuto un vero comando e che era giunto lì solo per anzianità.
Spaventato e timoroso per il morale della truppa (forse a ragione) decise di ritirarsi, concludendo in un nulla di fatto la campagna.

## Fine delle spedizioni
Il 1657 fu l'anno decisivo: troppe perdite, nessun vero ammiraglio rimasto in vita, tutte le battaglie vinte ma nessun effettivo danno al nemico.
Venezia, sola e con risorse limitate, aveva fatto il possibile e già il 24 agosto i turchi andavano all'attacco riconquistando le poche isole catturate dai veneziani in precedenza.
Il Renier, completamente passivo, venne destituito ma ormai era troppo tardi e, inoltre, non vi era nessuno che lo sostituisse validamente.
L'attacco programmato per il 1658 non avvenne mai.

## Conclusione
L'incredibile sfortuna incontrata dai veneziani costrinse il governo veneziano a rendersi conto che ormai la guerra non poteva più esser vinta ma, anche i turchi si resero conto che le perdite sarebbero state durissime e rinunciarono ai progettati attacchi contro la Dalmazia e l'Adriatico.
Dinanzi a un nemico che poteva perdere un paio di flotte senza problemi Venezia fece moltissimo e riuscì quantomeno a rinfocolare la speranza nei combattenti e a elevare il nome della Repubblica in Europa.
La fortezza di Candia cadde infine solo il 6 settembre 1669 e solo dietro una onorevole trattativa.
Nella guerra 1645 – 1669 morirono, secondo certe stime, circa 30000 veneziani e oltre 80000 turchi.